# Ponte Teodoro Moscoso
Il ponte Teodoro Moscoso (Puente Teodoro Moscoso) è un ponte di Porto Rico. Funziona come estensione della PR-17, nota anche come Superstrada Jesús Piñero, collegando questa arteria con la superstrada Román Baldorioty de Castro (PR-26). Attraversa la laguna di San José, collegando Hato Rey e Rio Piedras (San Juan) a Isla Verde (Carolina). Il ponte è diventato il nuovo ingresso dell'aeroporto di San Juan-Isla Verde. Fu inaugurato il 28 febbraio 1994 sotto l'amministrazione del governatore Pedro Rosselló, essendo questa la prima costruzione ad essere realizzata nell'ambito di un partenariato pubblico-privato a Porto Rico. Il ponte è costituito da quattro corsie, segnaletica elettronica, un casello autostradale con una tariffa di 3,65 $ per direzione. Il ponte è dotato di pennoni su entrambi i lati, con bandiere statunitense e portoricane alternate. Il ponte accetta AutoExpreso, il sistema di telepedaggio portoricano.
La manutenzione del ponte è curata dalla società Metropistas de Puerto Rico.

## Casello autostradale
| Posizione         | Pedaggio | Direzione     | AutoExpreso accettazione | AutoExpreso rifornimento (R) lane |
| ----------------- | -------- | ------------- | ------------------------ | --------------------------------- |
| San Juan-Carolina | $3.80    | bidirezionale |                          |                                   |